# Васильев, Иван Андреевич (Герой Социалистического Труда)
Ива́н Андре́евич Васи́льев (1908, дер. Малиново, Новгородская губерния — 1982) — советский железнодорожник, старший машинист паровозного депо Бологое Октябрьской железной дороги, Герой Социалистического Труда (1959).

## Биография
Работал пильщиком дров, путевым рабочим, слесарем. В 1930-х годах работал в Читинском паровозном депо, затем — в Бологом помощником машиниста, машинистом паровоза. В период Великой Отечественной войны водил военные эшелоны под Ленинград и Ржев; вступил в ВКП(б).

### Семья
Сын — Николай, машинист электровоза.

## Награды
- медаль «Серп и Молот» Героя Социалистического Труда
- два ордена Ленина
- орден Трудового Красного Знамени
- медаль «За оборону Ленинграда»
- медаль «За доблестный труд в Великой Отечественной войне 1941—1945 гг.».